# ایمانل گارسیا
ایمانل گارسیا (انگلیسی: Imanol García؛ زادهٔ ۲۶ دسامبر ۱۹۹۵) بازیکن فوتبال اهل اسپانیا است.
از باشگاه‌هایی که در آن بازی کرده‌است می‌توان به باشگاه خیمناستیک تاراگونا، باشگاه فوتبال کوردوبا، و باشگاه فوتبال اوساسونا اشاره کرد.